# بمب‌گذاری برج‌های خبر
در ۲۵ ژوئن سال ۱۹۹۶ میلادی (۴ تیر ۱۳۷۵ خورشیدی) بر اثر انفجار یک کامیون بمب‌گذاری‌شده در پایگاه نیروهای آمریکایی در شهر خُبَر عربستان، ۱۹ سرباز آمریکایی کشته و حدود ۴۰۰ تن زخمی شدند. اف‌بی‌آی بعد از تحقیقی ۳ ساله، ایران را مسئول این بمب‌گذاری دانست. بیل کلینتون در نامه‌ای محرمانه به محمد خاتمی گفت آمریکا مدارکی دارد که نشان می‌دهد ایران در این حادثه دست داشته و از او درخواست کرد افراد مسئول را محاکمه کند خاتمی پاسخ داد جمهوری اسلامی قصد ندارد در این زمینه تحقیق کند و القاعده را مسئول آن معرفی کرد. در سال ۲۰۰۴، کمیسیون یازده سپتامبر اعلام کرد بن لادن چند ماه قبل از بمب‌گذاری درحال تلاش برای انتقال مواد منفجره به عربستان بوده‌است. دادگاهی در سطح فدرال در آمریکا در سال ۲۰۰۶ اعلام کرد بمب‌گذاری به دستور خامنه‌ای انجام شده‌است. در سال ۲۰۰۶، قاضی ارشد آمریکایی رویس سی لامبرث حکم داد که ایران و حزب‌الله مسئول این بمب‌گذاری بوده‌اند و شواهد قوی وجود دارد که حزب‌الله آن را انجام داده‌است. ویلیام پری، وزیر دفاع آمریکا در زمان بیل کلینتون، در سال ۲۰۰۷ اعلام کرد به این نتیجه رسیده‌ که بمب‌گذاری کار القاعده بوده و نه ایران. در ژوئیه ۲۰۲۰، دادگاهی در آمریکا ایران را محکوم به پرداخت ۸۷۹ میلیون دلار به بازماندگان این حادثه کرد.